# Roger Fry
Roger Eliot Fry (Londra, 14 dicembre 1866 – Londra, 9 settembre 1934) è stato un artista e critico d'arte inglese, e un membro del Bloomsbury Group.
Nonostante la sua reputazione di "studioso dei vecchi maestri", fu un grande fautore dello sviluppo della pittura francese, a cui diede il nome di Post-impressionismo. Fu la prima figura a sensibilizzare l'opinione pubblica sull'arte moderna in Gran Bretagna. Il suo apporto fu descritto dallo storico dell'arte Kenneth Clark come «...incomparabilmente la più grande influenza sul gusto dai tempi di Ruskin... Nella misura in cui il gusto può essere cambiato da un uomo, è stato cambiato da Roger Fry».

## Biografia
Nato a Londra, figlio del giudice Edward Fry, crebbe in una ricca famiglia di Quaccheri. Prima di andare all'Università di Cambridge, Fry fu educato al Clifton College. Studiò al King's College e fu un membro degli Apostoli di Cambridge. Dopo un primo diploma in Scienze Naturali, si recò a Parigi e poi in Italia per studiare arte. Alla fine, si specializzò nella pittura di paesaggio.

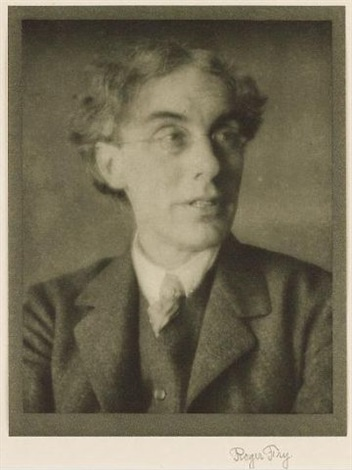
Roger Fry nel 1913 in un ritratto fotografico di Alvin Langdon Coburn

Nel 1896 si sposò con l'artista Helen Coombe da cui ebbe due figli, Pamela e Julian. Purtroppo Helen manifestò presto una grave malattia mentale e nel 1910 venne ricoverata in un istituto, dove rimase per il resto della sua vita. Fry si assunse così la completa responsabilità della cura ed educazione figli. Nel 1911 iniziò una relazione con Vanessa Bell, che si stava lentamente riprendendo dalla nascita del suo secondo figlio Quentin. Fry le diede quell'attenzione e quella tenerezza che Vanessa sentiva mancare dal marito, Clive Bell. Rimasero amici per tutta la vita ma nel 1913 la loro relazione s'interruppe quando Vanessa s'innamorò di Duncan Grant e decise di vivere con lui.
Dopo alcune relazioni con artiste quali Nina Hamnett e Josette Coatmellec, Roger trovò la felicità con Helen Maitland Anrep. Non si sposarono mai, Lei divenne il punto di riferimento emotivo di Roger per il resto della sua vita, sebbene non si fossero mai sposati (Helen aveva avuto un matrimonio infelice con il mosaicista Boris Anrep). Fry morì inaspettatamente a causa di una caduta avvenuta in casa. La sua morte causò grande dolore tra i membri del Bloomsbury Group, che ne aveva amato la generosità e il calore. Vanessa Bell decorò la sua tomba prima che fosse sepolto nella Kings College Chapel di Cambridge e Virginia Woolf, sorella di Vanessa, romanziera e amica intima di Roger fu incaricata di scrivere la sua biografia, pubblicata nel 1940.
Ebbe rapporti e fu un punto di riferimento per Eliot Hodgkin, anch'egli quacchero.

## Carriera
Nel 1900, Fry iniziò a insegnare storia dell'arte presso la Slade School of Fine Art, University College di Londra. Sei anni dopo fu nominato Curatore dei dipinti presso il Metropolitan Museum of Art di New York. In quell'anno scoprì l'arte di Paul Cézanne, e cominciò a distanziarsi dal paesaggio dell'arte italiana per muoversi verso quella francese moderna.
Nel 1910, organizzò la mostra "Manet e il Post-Impressionismo" (un termine coniato da lui stesso) alle Grafton Galleries, Londra. Nonostante l'iniziale scetticismo con cui fu accolta, la mostra fu replicata due anni dopo.
Nel 1913 fondò l'Omega Workshop, un laboratorio di design con sede a Londra in Fitzroy Square, i cui membri includevano Vanessa Bell e Duncan Grant. Nel 1933, venne nominato professore alla Slade University di Cambridge, ruolo da Fry molto desiderato.